# Campionati europei individuali di ginnastica artistica 2013 - Sbarra
La finale ad attrezzo alla sbarra ai Campionati Europei si è svolta allo Sportivnyj Kompleks Olimpijskij di Mosca, Russia il 20 aprile 2013.

## Podio
| Oro                 | Argento                | Bronzo                          |
| Emin Garibov Russia | Sam Oldham Regno Unito | Aleksandr Tsarevich Bielorussia |

## Qualificazioni
| Pos. | Ginnasta             | Totale | Qual. |
| ---- | -------------------- | ------ | ----- |
| 1    | Emin Garibov         | 15.300 | Q     |
| 2    | Marijo Moznik        | 15.008 | Q     |
| 3    | Aliaksandr Tsarevich | 14.933 | Q     |
| 4    | Andrey Likhovitkiy   | 14.833 | Q     |
| 5    | Fabian Hambuechen    | 14.800 | Q     |
| 6    | Sam Oldham           | 14.783 | Q     |
| 7    | Alexander Shatilov   | 14.700 | Q     |
| 8    | Ashely Watson        | 14.633 | Q     |
| 9    | Paolo Principi       | 14.533 | R1    |
| 10   | Fabián González      | 14.525 | R2    |
| 11   | David Beljavskij     | 14.500 | R3    |

## Classifica
| Rank    | Gymnast             | D Score | E Score | Pen. | Total  |
| ------- | ------------------- | ------- | ------- | ---- | ------ |
| Oro     | Emin Garibov        | 7.000   | 8.433   | —    | 15.433 |
| Argento | Sam Oldham          | 6.500   | 8.633   | —    | 15.133 |
| Bronzo  | Aleksandr Tsarevich | 6.500   | 8.333   | —    | 14.833 |
| 4       | Alexander Shatilov  | 6.500   | 8.233   | —    | 14.733 |
| 5       | Andrei Likhovitskiy | 6.000   | 8.466   | —    | 14.333 |
| 6       | Fabian Hambuechen   | 6.400   | 7.566   | —    | 13.966 |
| 7       | Marijo Moznik       | 6.400   | 7.533   | —    | 13.933 |
| 8       | Ashley Watson       | 5.800   | 7.033   | —    | 12.833 |